# 格兰街

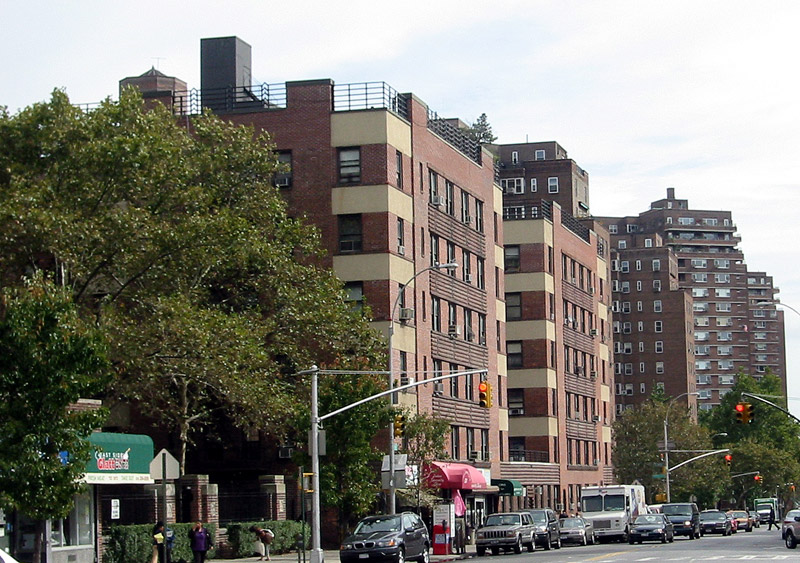

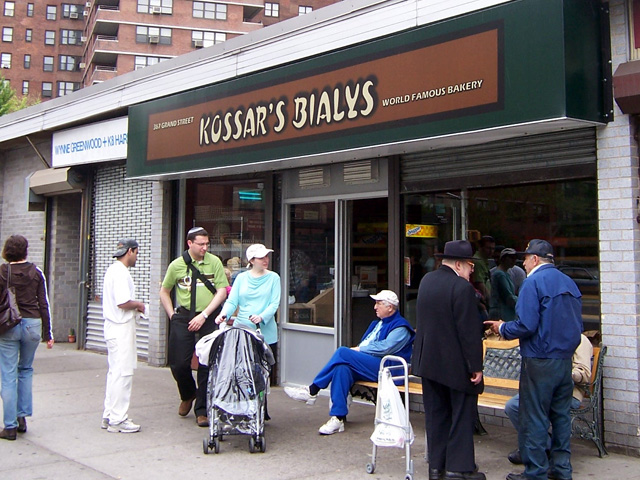

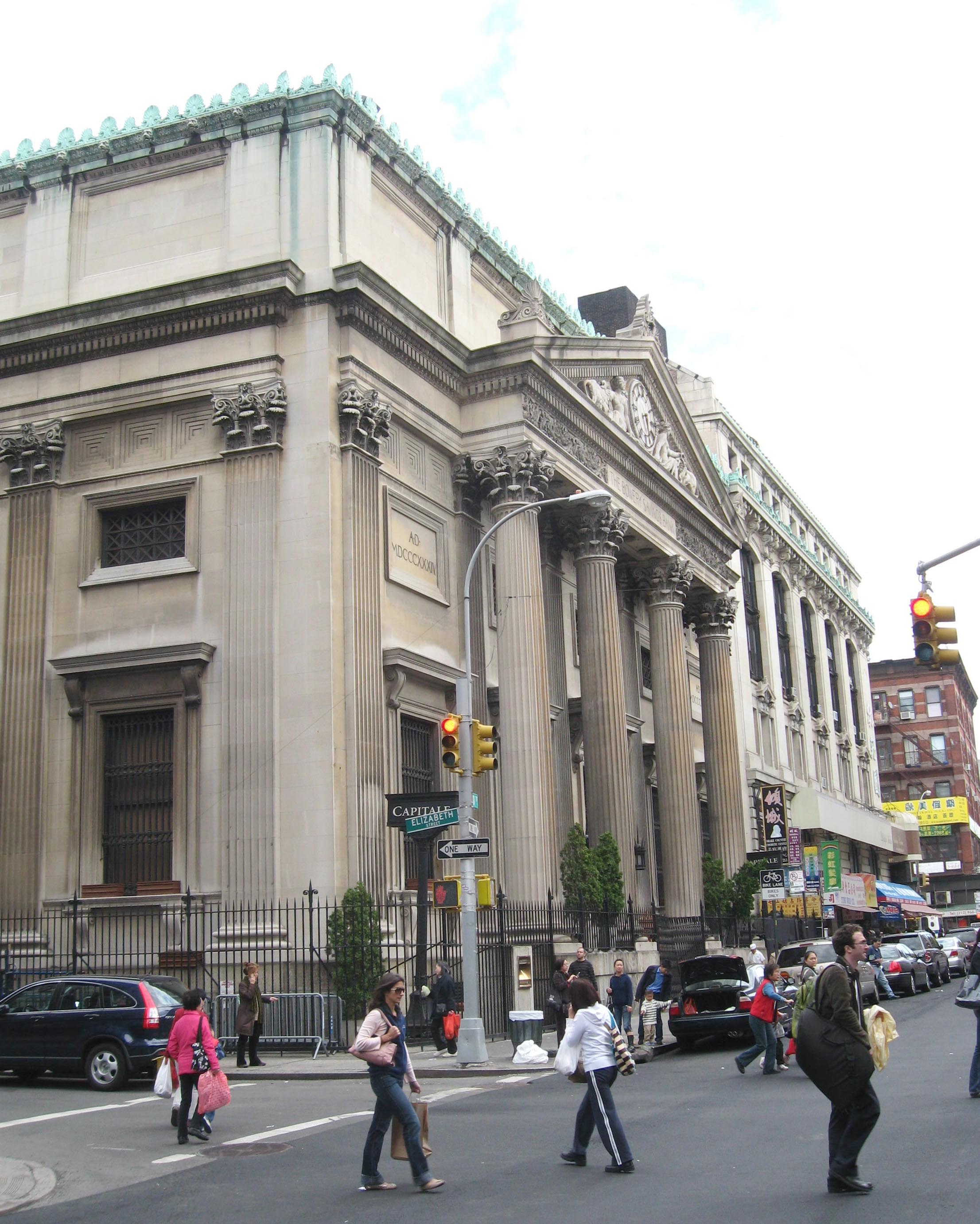

格兰街（Grand Street）是美国纽约市曼哈顿下城的一条街道，东西走向，平行于其北侧的地兰西街, 从蘇豪區经过曼哈顿华埠、小意大利、包厘街和下东城。街道的西部终点是瓦瑞克街（Varick Street），东端结束于FDR Drive。